# Stevioside
Lo stevioside è un composto presente nelle foglie della pianta Stevia rebaudiana. È il responsabile del sapore dolce delle foglie, uso per cui la pianta è utilizzata come edulcorante dalle popolazioni autoctone centro e sudamericane. Il suo potere dolcificante è circa 300 volte quello del saccarosio, ed è impiegato in Giappone e in Europa come dolcificante per bibite dietetiche, in quanto ha zero calorie e indice glicemico nullo. Negli Stati Uniti invece ne è proibito l'uso industriale nella produzione di alimenti.

## Effetti sull'organismo
Nonostante lo stevioside, al pari di un suo metabolita (lo steviolo), sia un agente mutageno riconosciuto, secondo alcuni studi di per sé non mostrerebbe effetti cancerogeni; non è chiaro inoltre se tale metabolita venga effettivamente assorbito durante la metabolizzazione in vivo dello stevioside.
La molecola contiene tre β-glucosi, che in alcuni studi in vitro vengono idrolizzati e rimossi da parte della flora batterica intestinale umana, producendo appunto steviolo. Tuttavia, secondo alcuni studi, nelle popolazioni che fanno uso di foglie di stevia e derivati, tra cui il Giappone, non esisterebbe una marcata evidenza statistica di tumori riconducibili allo steviolo. Lo studio dell'università di Berkeley in vivo confermerebbe tali statistiche.
Nel 2000, uno studio danese ha mostrato come lo stevioside ridurrebbe la glicemia stimolando la produzione di insulina, confermando la supposta validità come cura per il diabete, scopo per cui la stevia viene utilizzata da secoli in Paraguay.
Nel 2003, uno studio belga ha mostrato come lo stevioside somministrato ai maiali venisse completamente convertito in steviolo, ma che quest'ultimo non veniva assorbito, nemmeno se trasformato in una forma più facilmente rilevabile.

## Storia
Nel 1931, due chimici francesi riuscirono ad isolare due composti dolcificanti dalle foglie di Stevia, che vennero chiamati stevioside e rebaudioside. Anni dopo, i giapponesi intuirono l'utilità dello stevioside come dolcificante in luogo del saccarosio e delle sue alternative artificiali.